# フランク・スタック
フランク・スタック (Frank Stack、1906年1月1日 - 1987年1月5日) はカナダのスピードスケート選手。1932,44,52年のオリンピックに出場し、1932年のオリンピックでは10000mで銅メダルを獲得した。500m,1500mでは4位、5000mでは7位入賞を果たしている。1936年のオリンピックはベルリンへの資金不足のため出場が叶わなかった。
父もスピードスケート選手であり、父に続いて13歳でスケートを始めた。カナダ西部において1919年から23年までジュニアチャンピオン、24年から29年までシニアチャンピオンであった。1931年、32年、38年には北アメリカインドアチャンピオンシップで優勝した。1954年にセミリタイアしたが、60歳になった1966年に復帰し、カナダインドアチャンピオンシップで5度表彰台に上がった。選手として活動する一方、コーチとしても働き1952年、60年の冬季オリンピックの代表チームの準備をした。1965年に創立メンバーの1人としてカナダスピードスケート殿堂入りを果たした。1974年にカナダスポーツ殿堂、1981年にマニトバスポーツ殿堂博物館に加わった。ウィニペグにあるスタックストリートは彼にちなんで名づけられた。